# Aitor Silloniz Aresti
Aitor Silloniz Aresti o Arresti (Euba, Amorebieta, 17 de febrer de 1977) és un ciclista basc, ja retirat, que fou professional entre 1999 i 2005. Va córrer tota la seva carrera esportiva a l'equip Euskaltel-Euskadi. En el seu palmarès destaca una etapa de la Setmana Catalana del 2001.
El seu germà Josu també fou ciclista professional. El 2009 va superar un càncer de testicles.

## Palmarès
- 1998
  - 1r a la Clàssica Memorial Txuma
- 1999
  - Vencedor d'una etapa al Gran Premi MR Cortez-Mitsubishi
  - Vencedor d'una etapa al Circuito Montañés
- 2001
  - Vencedor d'una etapa a la Setmana Catalana
- 2002
  - Vencedor d'una etapa al Tour de l'Avenir

### Resultats a la Volta a Espanya
- 2004. 118è de la classificació general